# Minsheng Bank Building

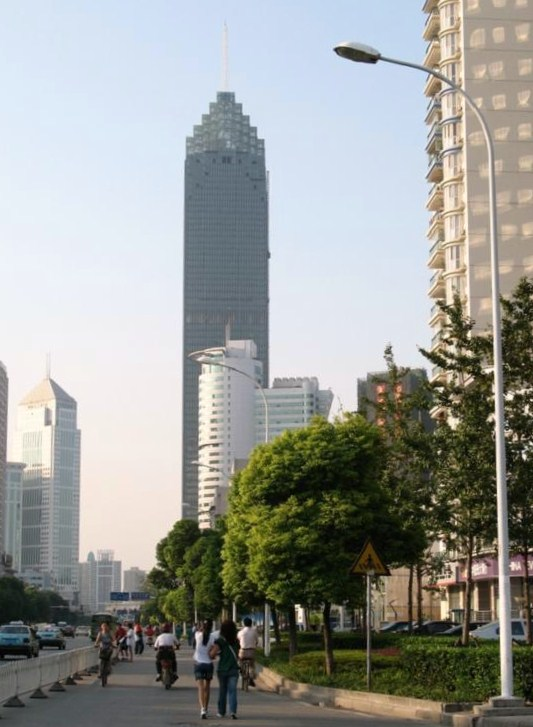
Edifício Torre do Banco Minsheng, localizado em Wuhan, Província de Hubei, República Popular da China

O Minsheng Bank Building (também conhecido como Wuhan International Securities Building) é um arranha-céu de 331 metros (1 086 pés) de altura localizado em Wuhan, China. Inaugurado em 2008, com 68 andares, é, até julho de 2019, o 70.º maior edifício do mundo.